# Roestnekvireo
De roestnekvireo (Pachysylvia semibrunnea synoniem: Hylophilus semibrunneus) is een zangvogel uit de familie Vireonidae (vireo's).

## Verspreiding en leefgebied
Deze soort komt voor van noordwestelijk Venezuela tot oostelijk Ecuador.

## Status
De grootte van de populatie is niet gekwantificeerd maar de soort wordt omschreven als schaars en met een versnipperde verspreiding. Op de Rode lijst van de IUCN heeft deze soort de status niet bedreigd.